# Le spirali del tempo
Le spirali del tempo (The Winds of Time) è un romanzo di fantascienza del 1957 dello scrittore statunitense Chad Oliver.
È stato pubblicato in italiano per la prima volta nel giugno 1958 nel numero 179 e quindi nel maggio 1968 nel numero 488 della collana Urania della Arnoldo Mondadori Editore. È stato ristampato nel maggio 1979 nel numero 29 della collana Classici Fantascienza. La copertina della prima edizione Urania è stata disegnata da Carlo Jacono, quella della seconda edizione Urania e dell'edizione Classici Urania da Karel Thole.

## Trama
A metà del XX secolo, Weston Chase è in vacanza con la moglie Jo sui monti del Colorado. Sorpreso da un temporale mentre è intento a pescare, trova rifugio in una caverna. 
La caverna è però il rifugio di cinque naufraghi dello spazio (il comandante Wyik, Aarvon, Nlesine, Hafij, Tsirga), provenienti dal pianeta Lortas.
Dopo i primi momenti di terrore, Weston impara la loro lingua e apprende che i naufraghi atterrarono in Asia durante l'età della pietra, si trasferirono nel Colorado, per potersi mettere in letargo, tramite un farmaco, per 15.000 anni, per potersi svegliare in un mondo in cui sarebbero stati possibili i viaggi spaziali.
Purtroppo Weston fa capire loro che non vi sono possibilità di viaggi spaziali e, scoperto che la moglie l'aveva abbandonato dopo la lunga misteriosa assenza, ritornato a Los Angeles aiuta i cinque abitanti di Lortar a sintetizzare il farmaco capace di indurre il letargo e insieme a loro si addormenta per altri 15.000.
Si sveglieranno insieme in un futuro dove, per la loro felicità, pare possibile il viaggio spaziale.

## Edizioni
- Chad Oliver, The Winds of Time, 1957.
- Chad Oliver, Le spirali del tempo, collana Urania n° 179, Arnoldo Mondadori Editore, 1958.
- Chad Oliver, Le spirali del tempo, traduzione di Carlo Rossi Fantonetti, collana Classici Fantascienza n° 29, Arnoldo Mondadori Editore, 1979,  p. 191.